# Diocesi di Pavia

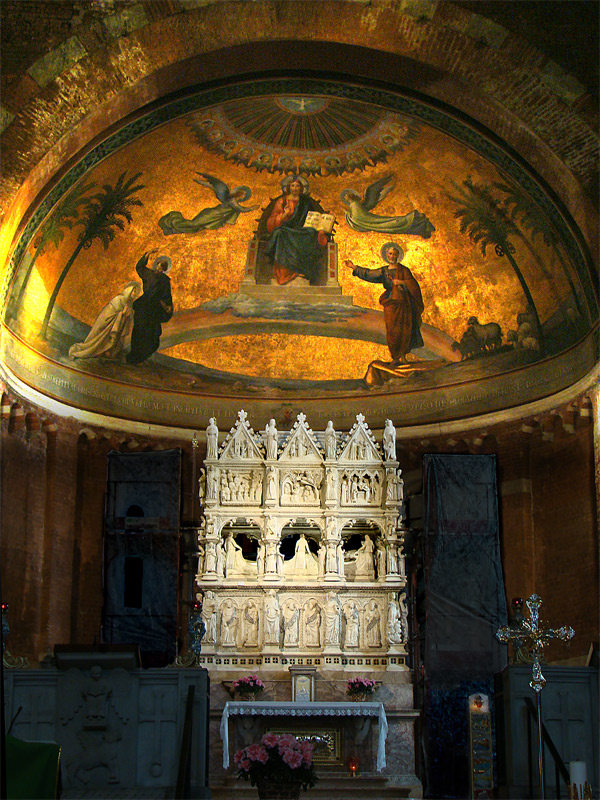
Interno della basilica di San Pietro in Ciel d'Oro, con l'abside e l'arca contenente le reliquie di sant'Agostino.

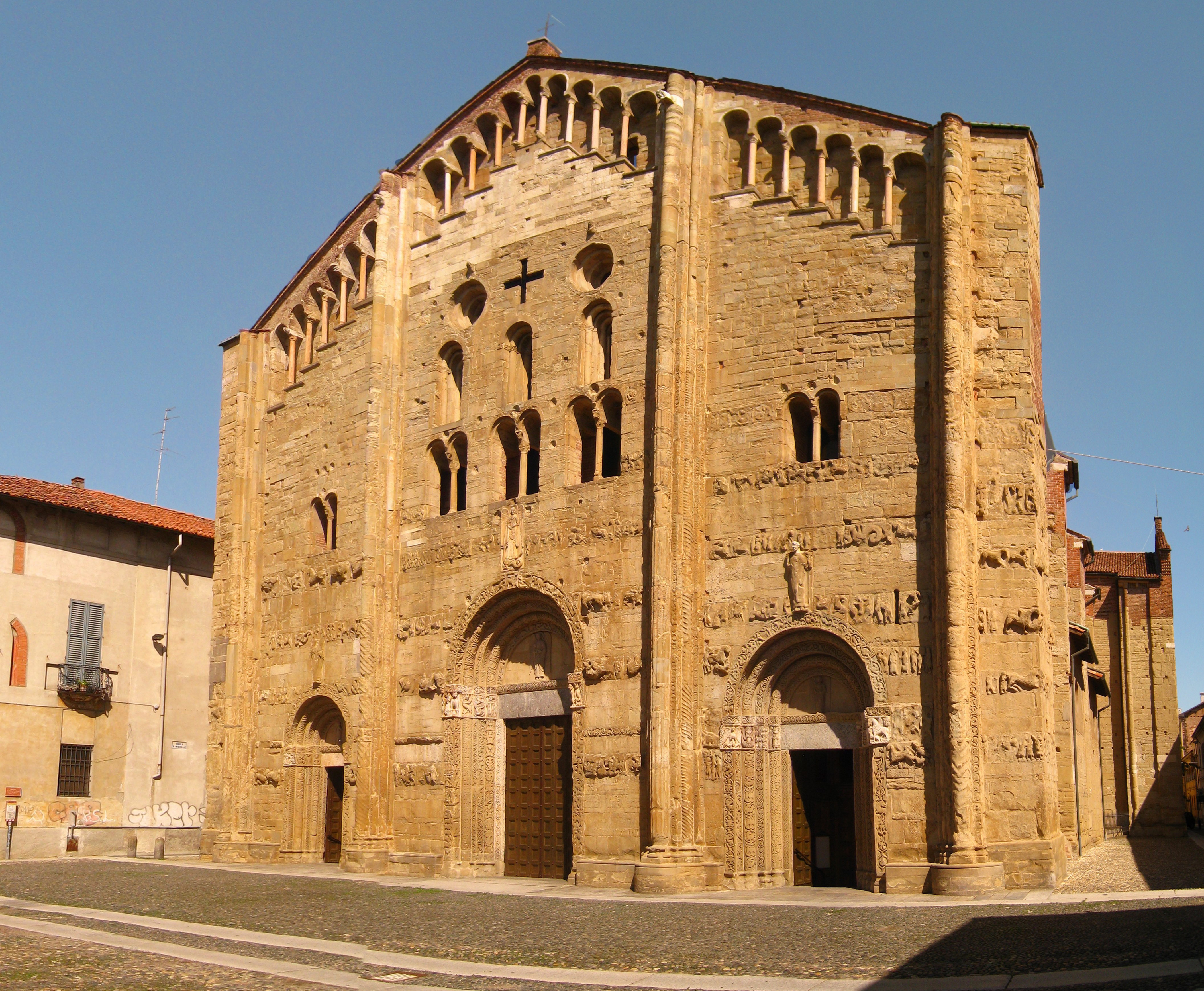
La facciata della basilica di San Michele Maggiore.

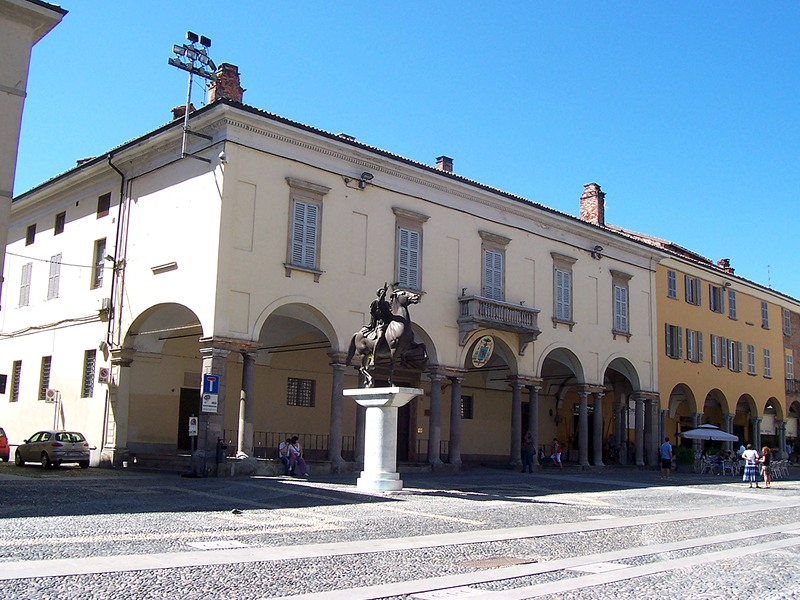
Il palazzo vescovile di Pavia.

La diocesi di Pavia (in latino Dioecesis Papiensis) è una sede della Chiesa cattolica in Italia suffraganea dell'arcidiocesi di Milano appartenente alla regione ecclesiastica Lombardia. Nel 2023 contava 170.000 battezzati su 190.959 abitanti. È retta dal vescovo Corrado Sanguineti.

## Territorio
La diocesi è sommariamente compresa tra il Ticino a ovest, il Po a sud, i colli del Lodigiano a est e il Lambro meridionale a nord. Il suo territorio è costituito dai comuni del Pavese, ad eccezione di Casorate Primo, Siziano e Miradolo Terme, a cui si aggiungono i comuni di Casarile e Binasco nella città metropolitana di Milano.
Sede vescovile è la città di Pavia, dove si trova la cattedrale di Santo Stefano e Santa Maria Assunta, che ricorda nella doppia intitolazione l'esistenza delle due cattedrali medievali (estiva e invernale). A Pavia sorgono pure le basiliche di San Pietro in Ciel d'Oro, che custodisce i resti di sant'Agostino e di san Severino Boezio, e di San Michele Maggiore, chiesa che ospitò nei secoli X - XII le incoronazioni dei re italici.

### Parrocchie e vicariati
Il territorio si estende su 782 km² ed è suddiviso in 100 parrocchie, raggruppate in 4 vicariati:
- Vicariato I della Città
- Vicariato II di Belgioioso
- Vicariato III di Vidigulfo
- Vicariato IV di Binasco

Le parrocchie di Torrevecchia Pia, Vigonzone e Zibido al Lambro, fino al 1979 appartenenti all'arcidiocesi di Milano, seguivano il rito ambrosiano anziché quello romano. Per esigenze pastorali, con lettera vescovile nel 2006 fu introdotto anche qui ad experimentum il rito romano.

## Storia
L'attestazione più antica dell'esistenza di una comunità cristiana in Pavia è nella Vita Martini, la biografia di san Martino di Tours scritta dal suo discepolo Sulpicio Severo. In essa si narra che Martino, che a quel tempo era ancora fanciullo e viveva a Ticinum (nome latino della città), fuggì di casa e ad ecclesiam confugit (si rifugiò nella chiesa): l'episodio si collocherebbe negli anni intorno al 325-330 (essendo Martino nato nel 316 o 317) e pur con tutte le cautele interpretative del caso, indicherebbe l'esistenza di una "chiesa" (una comunità cristiana o un edificio di culto) a Pavia negli anni immediatamente successivi all'Editto di Milano (313) e al Concilio di Nicea (325).
Il primo vescovo pavese documentato da fonti antiche è Invenzio o Evenzio, che compare tra i vescovi che parteciparono al concilio di Aquileia del 381, guidato da Ambrogio di Milano, il quale inoltre parla di Evenzio nella sua opera De officiis ministrorum, scritta verso il 390.
Secondo la tradizione locale, tuttavia, il fondatore e protovescovo della città fu Siro, vissuto nella prima metà del IV secolo. Una leggenda di epoca tardo-medievale lo identificava con il fanciullo che, nel capitolo 6 del vangelo secondo Giovanni, offre a Gesù i pani e i pesci per il miracolo della loro moltiplicazione: da qui l'iconografia consueta del santo, che lo raffigura in abiti episcopali con ai piedi un cesto contenente, appunto, pani e pesci.
Nel 451 Pavia è menzionata come suffraganea del patriarcato di Aquileia.
Nel VI secolo papa Ormisda concesse al vescovo sant'Ennodio e ai suoi successori il privilegio del pallio, che sarà confermato il 24 agosto 877 da papa Giovanni VIII al vescovo Giovanni II.
Capitale del regno dei Longobardi ariani, Pavia visse per decenni con un duplice episcopato, cattolico ed ariano, situazione che ebbe termine con un atto del re Ariperto I († 661), che pose fine alla gerarchia ariana; in questa occasione il vescovo ariano Anastasio si convertì al cattolicesimo.
Nel 679 il vescovo di Pavia partecipò al concilio provinciale di Milano, indizio molto probabile dell'appartenenza di Pavia alla provincia ecclesiastica milanese.
Verso l'inizio dell'VIII secolo l'elezione del vescovo sant'Armentario suscitò alcuni contrasti per la giurisdizione metropolitica, da cui si deduce che in questo tempo la diocesi di Pavia non era soggetta all'autorità metropolitica dell'arcidiocesi di Milano, probabilmente a causa dell'emancipazione politica durante il dominio longobardo. Forse da questo momento inizierà l'indipendenza ecclesiastica della Chiesa pavese dalla giurisdizione metropolitica di Milano e la sua immediata soggezione alla sede romana.
Tra il X e l'XI secolo si formò il territorio dipendente dal vescovo di Pavia con l'acquisizione o la cessione alla mensa episcopale di pievi dotate dello ius baptizandi; in una bolla di papa Onorio III del 1217 viene offerta una panoramica delle dipendenze del vescovo all'inizio del XIII secolo.
Nel 1423 fu indetto a Pavia un concilio, che fu poi traslato a Siena, ma le sue conclusioni tacciate di eresia, furono rifiutate e lo stesso concilio non fu riconosciuto come concilio ecumenico.
Subito dopo il Concilio di Trento il vescovo Ippolito Rossi eresse il seminario diocesano. Lo stesso vescovo sostenne vigorosamente e vittoriosamente una controversia con san Carlo Borromeo, che voleva assoggettare la sede di Pavia alla potestà metropolitica dell'arcidiocesi di Milano. Inoltre ebbe da papa Sisto V una nuova conferma delle antiche prerogative della diocesi, fra cui l'uso del pallio.
Il 15 febbraio 1743 papa Benedetto XIV con la bolla Ad supremam equidem concesse ai vescovi di Pavia di aggiungere al proprio il titolo di arcivescovi di Amasea.
Il 1º giugno 1803 fu assegnata come suffraganea alla provincia ecclesiastica milanese e tale fu confermata il 16 febbraio 1820 con la bolla Paternae charitatis di papa Pio VII, con la quale si stabiliva che la suffraganeità sarebbe cominciata con la morte del vescovo in carica, Paolo Lamberto D'Allègre, avvenuta nel 1821. Con la stessa bolla Paternae charitatis fu revocata l'unione del titolo di Amasea con quello di Pavia e furono concesse alla diocesi di Lodi cinque parrocchie intorno a Dovera che si trovavano isolate dal resto della diocesi pavese.
Il 2 gennaio 1809 la diocesi rinunciò alle parrocchie piacentine della pieve di Fontana Fredda, con Roveleto di Cadeo, e della pieve di Val Nure o pieve di Revigozzo, con Bettola (San Bernardino e San Giovanni), Bramaiano, Groppoducale, Rigolo, Cogno San Bassano (oggi nel comune di Farini), Leggio, Monte Ossero, Santa Maria, La Costa, Olmo, Vigolo che passarono quindi alla diocesi di Piacenza.
Il 26 novembre 1817 in forza del breve Cum per nostras litteras dello stesso papa Pio VII la diocesi cedette tutte le parrocchie a destra del Ticino alla diocesi di Vigevano mentre altre parrocchie, quelle nell'Oltrepò, venivano cedute con la bolla Beati Petri del 17 luglio dello stesso anno alla diocesi di Tortona.. Con un'altra bolla del 9 settembre 1820 la parrocchia di Pagazzano, isolata dal resto della diocesi pavese, veniva ceduta alla diocesi di Bergamo.
Il 20 giugno 1859 Pietro Maria Ferrè fu trasferito dalla diocesi di Crema alla sede episcopale di Pavia, ma dopo l'unità incontrò l'opposizione del governo italiano perché nell'elezione erano stati osservati i privilegi della Corona imperiale asburgica. Il vescovo non poté prendere possesso della sede e ritenne la sede di Crema come amministratore apostolico. La situazione si risolse il 27 marzo 1867, quando fu trasferito alla diocesi di Casale Monferrato.
La diocesi si ingrandì con l'acquisizione dall'arcidiocesi di Milano del vicariato di Chignolo Po, il 10 giugno 1925, e del comune di Torrevecchia Pia, il 15 gennaio 1979. Il 20 gennaio seguente cedette alla diocesi di Lodi le frazioni di Camporinaldo (comune di Miradolo Terme) e di Corte Sant'Andrea (comune di Senna Lodigiana), acquisendo dalla stessa la frazione di Castel Lambro del comune di Marzano e porzioni del comune di Bascapè.

## Cronotassi dei vescovi
Si omettono i periodi di sede vacante non superiori ai 2 anni o non storicamente accertati.
Un catalogo di vescovi pavesi, scoperto ex vetere libello ed inserito in un registro del capitolo della cattedrale dal canonico Alessio Beretta (XVI secolo), è ritenuto attendibile e derivante dagli antichi dittici. Così si esprime Lanzoni: «Si può ritenere che il catalogo dell'archivio capitolare di Pavia, benché non anteriore al XVI secolo, derivi da fonte antica e degna di fede… Del resto il catalogo viene largamente confermato dai documenti sincroni».
- San Siro † (prima metà del IV secolo)
- San Pompeo I † (inizio seconda metà del IV secolo)
- Sant'Invenzio † (prima del 381 - circa 397 deceduto)
- San Profuturo † (397 - circa 402[18])
- Obediano † (prima metà del V secolo)
- Sant'Ursicino † (prima metà del V secolo)
- San Crispino I † (prima del 446 - circa 466 deceduto)
- Sant'Epifanio † (466 - circa 496 deceduto)[19]
- San Massimo † (prima del 501 - circa 513/515[20] deceduto)
- Sant'Ennodio † (prima di agosto 515 - 17 luglio 521 deceduto)
- San Crispino II † (521 - 30 ottobre 541 deceduto)
- Paolo † (541 - 566 ?)
- Pompeo II † (seconda metà del VI secolo)
- Severo † (fine VI - inizio VII secolo)
- Bonifacio † (inizio VII secolo)
- Tommaso † (metà del VII secolo)
- Sant'Anastasio † (658[21] - 28 maggio 680 deceduto)
- San Damiano † (680 - 12 aprile 710 deceduto)
- Sant'Armentario † (710 - 722)
- San Pietro I † (circa 722 - circa 740)
- San Teodoro † (circa 740 - inizio seconda metà dell'VIII secolo)
- Agostino † (inizio seconda metà dell'VIII secolo)[22]
- San Girolamo † (menzionato nel 769)
- Ireneo † (seconda metà dell'VIII secolo)
- Gandolfo † (seconda metà dell'VIII secolo)
- Pietro II † (781 - 790)
  - Waldo di Reichenau, O.S.B. † (795 - 802) (amministratore)[23]
- San Giovanni I † (812 - 825)[24]
- Sebastiano † (825 - 829)[25]
- Adeodato † (829 - 841)[26]
- Liutardo † (841 - 864)[27]
- San Litifredo I † (865 - dopo maggio/settembre 875)[28]
- Giovanni II † (prima di febbraio 876 - circa 911/912 deceduto)[28]
- Giovanni III il Buono † (prima di giugno 912 - 12 marzo 924 deceduto)[28]
- Leone † (prima di luglio 925 - circa 943/944 deceduto)[28]
- Litifredo II † (circa 944 - circa 971 deceduto)[28]
- Pietro III Canepanova † (prima di aprile 972 - novembre 983 eletto papa con il nome di Giovanni XIV)[28]
- Guido I Curtius † (prima di aprile 987 - dopo ottobre 1007 deceduto)[28]
- Rainaldo † (1008 - 1056 deceduto)[28]
- Enrico (Olderico) † (1056 o 1057 - 1068 deceduto)[28]
- Guglielmo d'Este † (prima di gennaio 1069 - dopo luglio 1100 deceduto)[28]
- Guido II † (prima di luglio 1103 - dopo il 10 settembre 1118 deceduto)[28]
- Bernardo, C.R.S.A. † (prima del 10 dicembre 1118 - dopo agosto 1130 deceduto)[28]
- Pietro IV il rosso † (circa 1130[29] - 1139 deceduto)[28]
- Alfano, C.R.S.A. † (circa 1140 - 1147 deceduto)[28]
- Pietro Toscani, O.Cist. † (febbraio o marzo 1148 - 20 maggio 1180 deceduto)
- San Lanfranco Beccari † (1180 - 23 giugno 1198 deceduto)
- Beato Bernardo Balbi † (8 agosto 1198 - 18 settembre 1213 deceduto)
- Robaldo o Rodobaldo I † (1213 o 1214 - 11 novembre 1215 deceduto)[28]
- Gregorio † (1215)[28]
- San Folco Scotti † (1216 - 26 ottobre 1229 deceduto)
- San Rodobaldo Cipolla † (16 giugno 1230 - 12 ottobre 1254 deceduto)
  - Sede vacante (1254-1256)[28]
- Guglielmo da Caneto † (1256 - dopo marzo 1272 deceduto)[28]
  - Corrado Beccaria (circa 1272/1273 eletto) (non confermato)[28]
- Guido Zazzi, O.S.B.Clun. † (1274 - 26 gennaio 1294 deceduto)[28]
  - Ottone Beccaria † (1294 - 1295 deceduto) (vescovo eletto)
- Guido Langosco † (18 aprile 1295 - prima del 10 giugno 1311 deceduto)
  - Isnardo Tacconi, O.P. † (5 agosto 1311 - 1320 deposto) (amministratore apostolico)
  - Giovanni Beccaria, O.F.M. † (16 novembre 1320 - prima del 26 febbraio 1324 dimesso) (amministratore apostolico)
- Carante Sannazzari † (15 giugno 1326 - 1328 deceduto)
- Giovanni Fulgosi † (16 dicembre 1328 - 1342)
- Matteo Riboldi † (7 ottobre 1342 - 27 giugno 1343 nominato vescovo di Verona)
- Pietro Spelta, O.Hum. † (27 giugno 1343 - 1356 deceduto)
- Alchiero Alchieri † (9 dicembre 1356 - dopo il 1361 deceduto)
- Francesco Sottoriva † (5 maggio 1363 - 18 settembre 1386 deceduto)
- Guglielmo Centueri, O.F.M. † (27 settembre 1386 - 26 giugno 1402 deceduto)
- Pietro Grassi † (27 settembre 1402 - 28 settembre 1426 deceduto)
- Francesco Piccolpasso † (26 febbraio 1427 - 7 giugno 1435 nominato arcivescovo di Milano)
- Enrico Rampini † (7 giugno 1435 - 23 agosto 1443 nominato arcivescovo di Milano)
  - Sede vacante (1443-1446)[30]
- Giacomo Borromeo † (18 luglio 1446 - 4 agosto 1453 deceduto)
- Giovanni Castiglione † (3 ottobre 1453 - 14 aprile 1460 deceduto)
- Giacomo Ammannati Piccolomini † (23 luglio 1460 - 10 settembre 1479 deceduto)
- Ascanio Maria Sforza Visconti † (17 settembre 1479 - 1505 dimesso)
- Francesco Alidosi † (26 marzo 1505 - 24 maggio 1511 deceduto)
- Antonio Maria Ciocchi del Monte † (30 maggio 1511 - 13 marzo 1521 dimesso)
- Giovanni Maria Ciocchi del Monte † (13 marzo 1521 - 3 giugno 1530 dimesso)
- Giovan Girolamo de' Rossi † (3 giugno 1530 - 1541 deposto)
- Giovanni Maria Ciocchi del Monte † (4 giugno 1544 - 7 febbraio 1550 eletto papa con il nome di Giulio III) (per la seconda volta)
- Giovan Girolamo de' Rossi † (22 febbraio 1550 - 5 aprile 1564 deceduto) (per la seconda volta)[31]
- Ippolito de' Rossi † (4 settembre 1564 - 28 aprile 1591 deceduto)
- Sant'Alessandro Sauli, B. † (10 maggio 1591 - 11 ottobre 1592 deceduto)
  - Francesco Gonzaga, O.F.M.Obs. † (29 gennaio 1593 - 30 aprile 1593 nominato vescovo di Mantova) (vescovo eletto)
- Guglielmo Bastoni † (30 aprile 1593 - gennaio 1609 deceduto)
- Giambattista Biglia † (19 gennaio 1609 - 1617 deceduto)
- Fabrizio Landriani † (17 luglio 1617 - 1642 deceduto)
- Giovanni Battista Sfondrati † (1º dicembre 1642 - 1647 deceduto)
- Francesco Biglia † (10 febbraio 1648 - 4 giugno 1659 deceduto)
- Girolamo Melzi † (22 settembre 1659 - ottobre 1672 deceduto)
- Lorenzo Trotti † (12 dicembre 1672 - 29 settembre 1700 deceduto)
- Jacopo Antonio Morigia, B. † (24 gennaio 1701 - 8 ottobre 1708 deceduto)
  - Sede vacante (1708-1711)
- Agostino Cusani † (14 ottobre 1711 - 12 luglio 1724 dimesso)
- Francesco Pertusati, O.S.B.Oliv. † (11 settembre 1724 - 17 novembre 1752 deceduto)
- Carlo Francesco Durini † (23 luglio 1753 - 25 giugno 1769 deceduto)
- Bartolomeo Olivazzi † (11 settembre 1769 - 14 settembre 1791 deceduto)
- Giuseppe Bertieri, O.E.S.A. † (26 marzo 1792 - 15 luglio 1804 deceduto)[32]
  - Sede vacante (1804-1807)
- Paolo Lamberto D'Allègre † (18 settembre 1807 - 6 ottobre 1821 deceduto)
- Luigi Tosi † (16 maggio 1823 - 13 dicembre 1845 deceduto)
  - Sede vacante (1845-1850)
- Angelo Ramazzotti, O.SS.C.A. † (20 maggio 1850 - 15 marzo 1858 nominato patriarca di Venezia)
- Pietro Maria Ferrè † (20 giugno 1859 - 27 marzo 1867 nominato vescovo di Casale Monferrato)
  - Sede vacante (1867-1871)
- Lucido Maria Parocchi † (27 ottobre 1871 - 12 marzo 1877 nominato arcivescovo di Bologna)
- Agostino Gaetano Riboldi † (12 marzo 1877 - 15 aprile 1901 nominato arcivescovo di Ravenna)
- Francesco Ciceri † (15 aprile 1901 - 2 giugno 1924 deceduto)
- Giuseppe Ballerini † (26 luglio 1924 - 22 giugno 1933 deceduto)
- Giovanni Battista Girardi † (8 maggio 1934 - 17 aprile 1942 deceduto)
- Carlo Allorio † (4 luglio 1942 - 2 luglio 1968 ritirato[33])
- Antonio Giuseppe Angioni † (6 luglio 1968 - 2 aprile 1986 ritirato)
- Giovanni Volta † (2 aprile 1986 - 1º dicembre 2003 ritirato)
- Giovanni Giudici † (1º dicembre 2003 - 16 novembre 2015 ritirato)
- Corrado Sanguineti, dal 16 novembre 2015

## Istituti religiosi
Lista delle comunità religiose presenti in diocesi:
Istituti religiosi maschili
- Ordine cistercense (Certosa di Pavia)
- Ordine dei frati minori (Pavia)
- Ordine di Sant'Agostino (Pavia)
- Ordine ospedaliero di San Giovanni di Dio (Trivolzio)
- Chierici regolari Ministri degli Infermi (Pavia)
- Piccola opera della Divina Provvidenza (Pavia)

Istituti religiosi femminili
- Figlie della carità (canossiane) (Pavia)
- Figlie di Maria Ausiliatrice (Pavia)
- Suore benedettine della Provvidenza (Pavia)
- Suore della Provvidenza di San Gaetano da Thiene (Pavia)
- Suore di carità delle Sante Bartolomea Capitanio e Vincenza Gerosa (Binasco e Landriano)
- Suore di Maria Santissima Consolatrice (Pavia)
- Suore missionarie dell'Immacolata Regina della Pace (Pavia)
- Suore missionarie di Maria Mediatrice (Pavia)

## Calendario liturgico
Calendario liturgico proprio della diocesi:
| Data                   | Celebrazione                                                                                      | Grado                                                   |
| ---------------------- | ------------------------------------------------------------------------------------------------- | ------------------------------------------------------- |
| 7 gennaio              | San Crispino I, vescovo                                                                           | memoria in Cattedrale                                   |
| 8 gennaio              | San Massimo, vescovo                                                                              | memoria in San Michele                                  |
| 11 gennaio             | Sante Onorata, Luminosa, Speciosa e Liberata, vergini                                             | memoria in Cattedrale e in San Francesco                |
| 13 gennaio             | Beata Veronica da Binasco, vergine                                                                | memoria                                                 |
| 22 gennaio             | Sant'Epifanio, vescovo                                                                            | memoria                                                 |
| 30 gennaio             | Sant'Armentario, vescovo                                                                          | memoria in Cattedrale                                   |
| 8 febbraio             | Sant'Invenzio, vescovo                                                                            | memoria                                                 |
| 22 marzo               | Beato Isnardo da Chiampo, religioso                                                               | memoria in Santi Gervasio e Protasio                    |
| 23 marzo               | Beata Sibillina Biscossi, vergine                                                                 | memoria in Cattedrale                                   |
| 3 aprile               | Beato Gandolfo da Binasco, religioso                                                              | memoria a Binasco                                       |
| 12 aprile              | San Damiano, vescovo                                                                              | memoria                                                 |
| 28 aprile              | Santa Gianna Beretta Molla, laica                                                                 | memoria                                                 |
| 4 maggio               | Beata Vergine Maria "Madre delle Grazie"                                                          | memoria                                                 |
| 7 maggio               | San Pietro I, vescovo                                                                             | memoria in San Michele                                  |
| 10 maggio              | Santa Benedetta Cambiagio Frassinello, religiosa                                                  | memoria                                                 |
| 16 maggio              | San Riccardo Pampuri, religioso                                                                   | memoria                                                 |
| 20 maggio              | San Teodoro, vescovo                                                                              | memoria                                                 |
| 22 maggio              | Santi Lussorio, Cisello e Camerino, martiri                                                       | memoria in Seminario                                    |
| 30 maggio              | Sant'Anastasio, vescovo                                                                           | memoria in Cattedrale                                   |
| Lunedì dopo Pentecoste | Corona di Spine di N.S. Gesù Cristo                                                               | festa in città, memoria in diocesi                      |
| 20 giugno              | Sant'Ursicino, vescovo                                                                            | memoria in San Luca                                     |
| 23 giugno              | San Lanfranco, vescovo                                                                            | memoria                                                 |
| 17 luglio              | Sant'Ennodio, vescovo                                                                             | memoria                                                 |
| 25 agosto              | Anniversario della Dedicazione della chiesa Cattedrale                                            | solennità in Cattedrale, festa in diocesi               |
| 28 agosto              | Sant'Agostino, vescovo e dottore della Chiesa, protettore particolare della città e della diocesi | solennità in San Pietro in Ciel d'Oro, festa in diocesi |
| 28 settembre           | Beato Bernardino da Feltre, sacerdote                                                             | memoria                                                 |
| 11 ottobre             | Sant'Alessandro Sauli, vescovo                                                                    | memoria                                                 |
| 12 ottobre             | San Rodobaldo II, vescovo                                                                         | memoria in Cattedrale                                   |
| 16 ottobre             | Beato Baldassarre Ravaschieri, sacerdote                                                          | memoria nel Vicariato IV                                |
| 23 ottobre             | San Severino Boezio, martire                                                                      | memoria                                                 |
| 25 ottobre             | Anniversario della Dedicazione della propria chiesa                                               | solennità nelle chiese consacrate                       |
| 26 ottobre             | San Folco, vescovo                                                                                | memoria in Cattedrale                                   |
| 5 novembre             | Tutti i Santi della Chiesa pavese                                                                 | memoria                                                 |
| 6 novembre             | Beato Contardo Ferrini, laico                                                                     | memoria                                                 |
| 20 novembre            | Beato Michele Pio da Zerbo e compagni, martiri                                                    | memoria                                                 |
| 9 dicembre             | San Siro, protovescovo, patrono della città e della diocesi                                       | solennità                                               |
| 14 dicembre            | San Pompeo, vescovo                                                                               | memoria in Santi Gervasio e Protasio                    |

## Statistiche
La diocesi nel 2023 su una popolazione di 190.959 persone contava 170.000 battezzati, corrispondenti all'89,0% del totale.
| anno | popolazione | popolazione | popolazione | presbiteri | presbiteri | presbiteri | presbiteri                | diaconi | religiosi | religiosi | parrocchie |
| anno | battezzati  | totale      | %           | numero     | secolari   | regolari   | battezzati per presbitero | diaconi | uomini    | donne     | parrocchie |
| ---- | ----------- | ----------- | ----------- | ---------- | ---------- | ---------- | ------------------------- | ------- | --------- | --------- | ---------- |
| 1950 | 141.298     | 141.348     | 100,0       | 208        | 182        | 26         | 679                       |         | 26        | 697       | 97         |
| 1969 | 153.000     | 154.215     | 99,2        | 212        | 179        | 33         | 721                       |         | 39        | 640       | 96         |
| 1980 | 150.322     | 170.322     | 88,3        | 190        | 160        | 30         | 791                       |         | 37        | 435       | 104        |
| 1990 | 162.029     | 162.370     | 99,8        | 179        | 151        | 28         | 905                       |         | 33        | 348       | 99         |
| 1999 | 159.689     | 161.610     | 98,8        | 170        | 132        | 38         | 939                       |         | 54        | 237       | 99         |
| 2000 | 162.236     | 162.897     | 99,6        | 176        | 136        | 40         | 921                       |         | 53        | 238       | 99         |
| 2001 | 167.135     | 168.102     | 99,4        | 175        | 137        | 38         | 955                       |         | 51        | 689       | 99         |
| 2002 | 157.226     | 168.379     | 93,4        | 168        | 131        | 37         | 935                       |         | 43        | 219       | 99         |
| 2003 | 167.450     | 170.458     | 98,2        | 166        | 131        | 35         | 1.008                     |         | 46        | 246       | 99         |
| 2004 | 158.711     | 161.562     | 98,2        | 157        | 129        | 28         | 1.010                     |         | 31        | 222       | 99         |
| 2013 | 173.000     | 185.161     | 93,4        | 134        | 110        | 24         | 1.291                     | 5       | 27        | 131       | 100        |
| 2016 | 180.000     | 192.891     | 93,3        | 140        | 113        | 27         | 1.285                     | 4       | 31        | 118       | 100        |
| 2019 | 180.800     | 193.626     | 93,4        | 139        | 111        | 28         | 1.300                     | 5       | 33        | 109       | 100        |
| 2021 | 178.645     | 191.320     | 93,4        | 142        | 117        | 25         | 1.258                     | 6       | 28        | 99        | 100        |
| 2023 | 170.000     | 190.959     | 89,0        | 138        | 114        | 24         | 1.231                     | 7       | 27        | 77        | 100        |